# Instängningssatsen

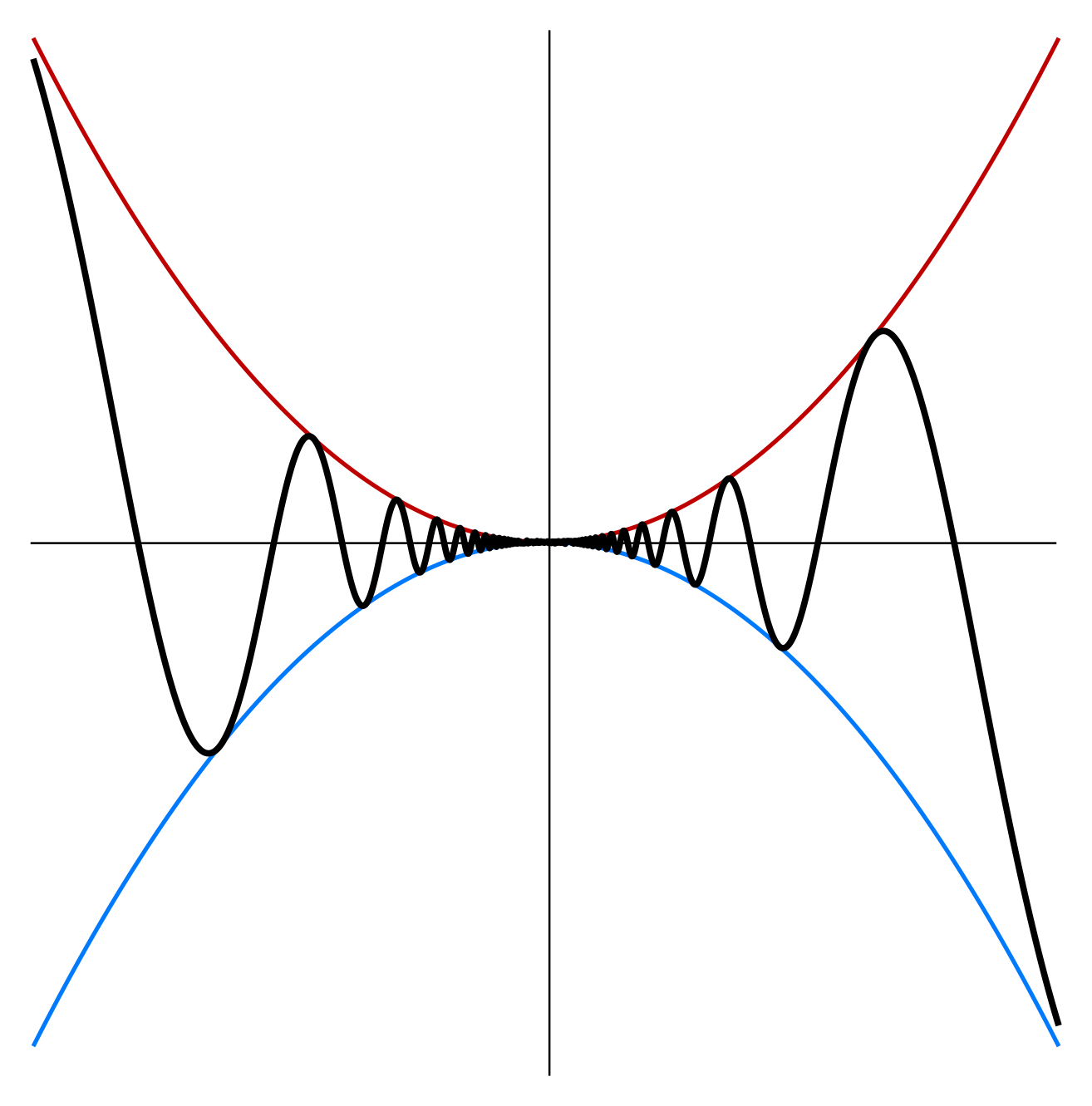
Ett exempel på instängningssatsen, g=blå kurva, f=svart kurva och h=röd kurva.
Svart kurva visar grafen till

Instängningssatsen, även satsen om de två polismännen, polislemmat, klämsatsen, är en sats (ibland sedd som ett lemma) inom matematisk analys. Satsen innebär att om funktionen f är större än g men mindre än h (g < f < h), i ett visst intervall, måste f vara lika med g och h om både h och g närmar sig en punkt p. 
Satsen kan skrivas

Låt I vara ett intervall som innehåller punkten a. Låt f, g, och h vara funktioner definierade på intervallet I, utom möjligtvis för punkten a. Antag att för varje x i I skilt från a
{\displaystyle g(x)\leq f(x)\leq h(x)}
och att
{\displaystyle \lim _{x\to a}g(x)=\lim _{x\to a}h(x)=L}
Då måste {\displaystyle \lim _{x\to a}f(x)=L}

Namnet satsen om de två polismännen härstammar från jämförelsen att de två polismännen Gustav (g) och Harald (h) med boven Frans (f) mellan sig rör sig mot fängelset; då Gustav och Harald närmar sig fängelset har Frans ingen annanstans att ta vägen än att följa med.

## Exempel

### Funktion av en variabel
Gränsvärdet 
{\displaystyle \lim _{x\to 0}{\frac {\sin x}{x}}=1}

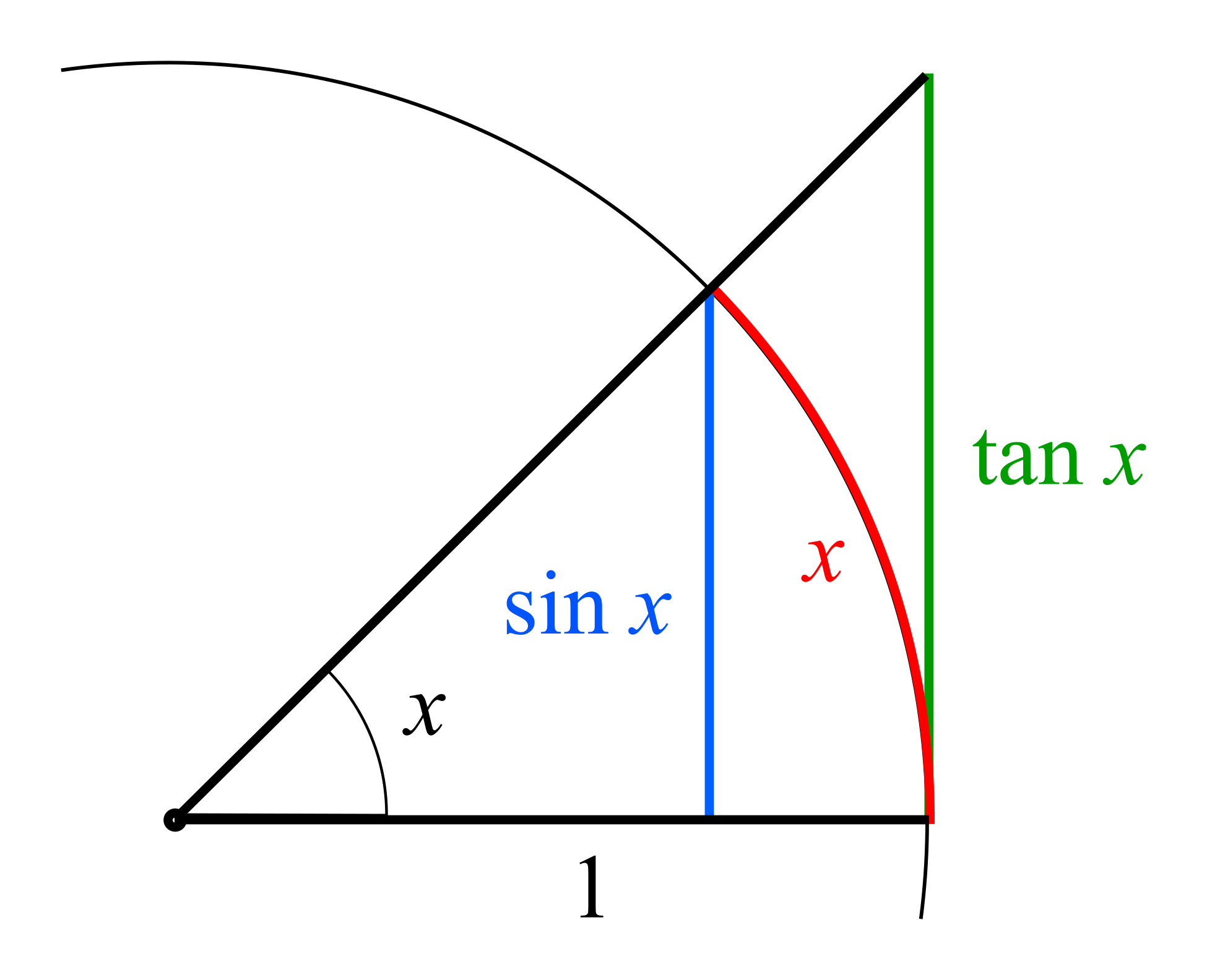
Olikheten
illustrerad på enhetscirkeln

kan bevisas med instängningssatsen.  För 0 < x < π/2 kan det visas att
{\displaystyle \sin x<x<\tan x}
Division med sin(x) ger
{\displaystyle 1<{\frac {x}{\sin x}}<{\frac {\tan x}{\sin x}},}
{\displaystyle 1<{\frac {x}{\sin x}}<{\frac {1}{\cos x}},}
{\displaystyle \lim _{x\to 0}{\frac {1}{\cos x}}={\frac {1}{1}}=1}
och instängningssatsen ger då
{\displaystyle \lim _{x\to 0}{\frac {x}{\sin x}}=1}
och således är
{\displaystyle \lim _{x\to 0}{\frac {\sin x}{x}}=1}

### Funktion av två variabler

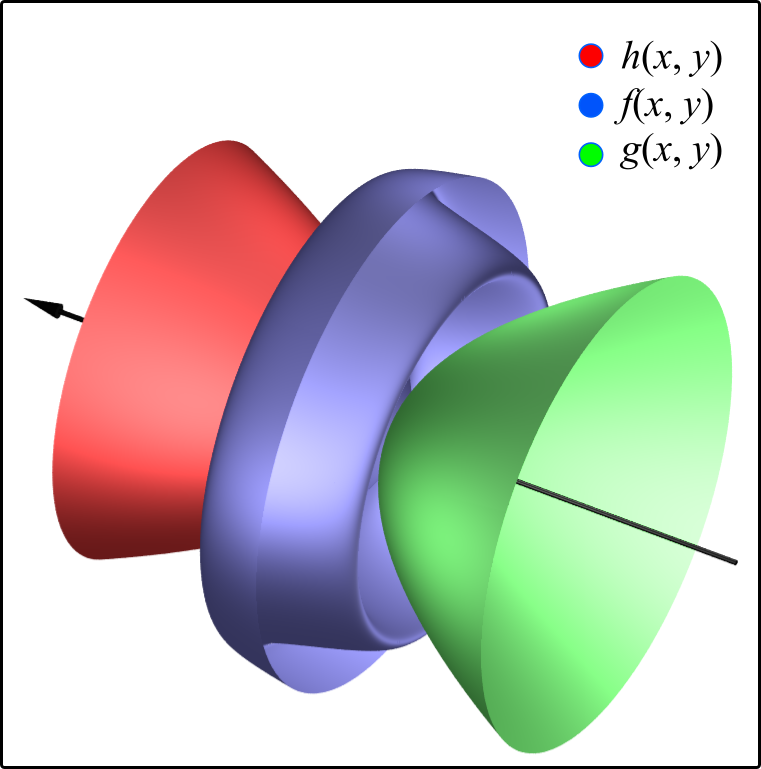

Instängningssatsen kan användas även för funktioner av flera variabler. I till exempel fallet f : R2 → R blir funktionsvillkoren
{\displaystyle g(x,y)\leq f(x,y)\leq h(x,y)}
för alla (x, y) i en omgivning till gränsvärdespunkten. Ett villkor är att målfunktionen verkligen har ett gränsvärde i den givna punkten. Satsen kan därför användas för att visa att en funktion har ett gränsvärde i en given punkt, men kan inte användas för att visa att gränsvärdet inte existerar.
Visa att gränsvärdet
{\displaystyle \lim _{(x,y)\to (0,0)}{\frac {x^{2}y}{x^{2}+y^{2}}}}
existerar.
{\displaystyle 0\leq {\frac {x^{2}}{x^{2}+y^{2}}}\leq 1,}
{\displaystyle -\left|y\right\vert \leq y\leq \left|y\right\vert ,}
{\displaystyle -\left|y\right\vert \leq {\frac {x^{2}y}{x^{2}+y^{2}}}\leq \left|y\right\vert ,}
{\displaystyle \lim _{(x,y)\to (0,0)}-\left|y\right\vert =0,}
{\displaystyle \lim _{(x,y)\to (0,0)}\left|y\right\vert =0,}
{\displaystyle 0\leq \lim _{(x,y)\to (0,0)}{\frac {x^{2}y}{x^{2}+y^{2}}}\leq 0,}

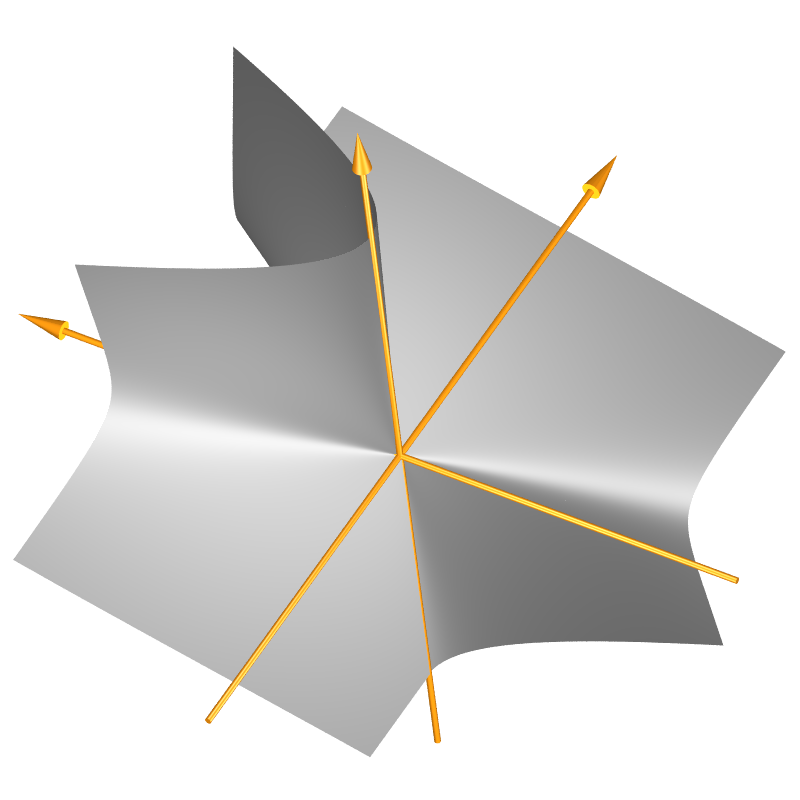

därför är, enligt instängningssatsen,
{\displaystyle \lim _{(x,y)\to (0,0)}{\frac {x^{2}y}{x^{2}+y^{2}}}=0}